# Arlanzón (řeka)
Arlanzón je španělská řeka ležící v povodí řeky Duero. Pramení v Sierra de la Demanda, horské zóně na jihovýchodě provincie Burgos. Protéká severní částí Kastilie a Leónu, prochází městem Burgos a rozděluje ho na dvě části.

## Ústí
Arlanzón ústí do řeky Pisuerga ve stejném místě, kde se vlévá řeka Arlanza do Arlanzón. Jsou však dohady o tom, která řeka se vlévá do které, někteří tvrdí, že Arlanzón je pouze přítokem Arlanzy.

## Původ jména
Arlanzón je pojmenována podle stejnojmenné vesnice nacházející se 20 km od města Burgos.

## Přehrady
- Přehrada Arlanzón
- Přehrada Uzquiza

## Přítoky
- Pravé přítoky
  - Pequera
  - Tranco
  - Aido
  - Valdecarros
  - Vena
  - Ubierna
  - Urbel
  - Estépar
  - Hormazuelas
  - Penilla
  - Principal
  - Calleja

- Levé přítoky
  - Canalejas
  - San Llorente
  - Rilales
  - Cueva
  - Linares
  - Cardeñadijo
  - Los Ausines
  - Mozuelo
  - Cogollos
  - Arlanza

## Oblasti v povodí Arlanzón
- Pineda de la Sierra
- Villasur de Herreros
- Arlanzón
- Ibeas de Juarros
- San Millán de Juarros
- Castañares
- Gamonal
- Burgos
- Villalbilla de Burgos
- Buniel
- Estépar
- Pampliega